# Animage
Animage (japonsky アニメージュ, Animédžu) je japonský anime a zábavní časopis, který vydává od května 1978 nákladateství Tokuma Šoten. Byla v něm serializována mezinárodně uznávaná manga Naušika z Větrného údolí, jejímž autorem je Hajao Mijazaki, a to od roku 1982 do roku 1994. Dalším serializovaným titulem je například román Umi ga kikoeru (1990–1995), za kterým stojí Saeko Himuro, jenž byl ztvárněn do podoby stejnojmenného televizního filmu.
Animage vznikl v roce 1978 a stal se prvním časopisem zabývajícím se animací a mangou se zaměřením na běžné publikum a nikoliv na profesionály. V roce 2007 se začala vydávat online edice časopisu.

## Anime Grand Prix
Anime Grand Prix je každoroční ocenění udělované anime roku, kterému dali čtenáři nejvíce hlasů. Anime Grand Prix začalo fungovat v roce 1979 a první cena byla ohlášena roku 1980 v lednovém svazku časopisu. Od té doby je většinou oznamována každý rok v červnovém svazku.

## Voice Animage
Od roku 1994 je stejným nakladatelstvím vydáván sesterský časopis Voice Animage (japonsky ボイスアニメージュ, Boisu Animédžu), který se zabývá japonským hlasovým herectvím.